# Мемориал памяти Уральских коммунаров
Мемориа́л па́мяти Ура́льских коммуна́ров («Братская могила коммунаров, 1918—1919 годы») — мемориальный комплекс, посвящённый подвигу уральских коммунаров в Екатеринбурге. Открыт в 1959 году на площади Коммунаров.

## История
В 1919—1920 годах будущая площадь Коммунаров была местом захоронения погибших в Гражданской войне уральских коммунаров. На площади были похоронены рабочие Верх-Исетского завода, погибшие в боях с контрреволюционерами, а также участники двух походов против атамана А. И. Дутова и погибшие в других сражениях.
1 мая 1920 года на площади был открыт памятник Освобождённому человечеству в виде земного шара, увенчанного фигурой женщины с развевающимся знаменем в руках, работы скульптора С. Д. Эрьзи совместно с Е. В. Ваулиной и Ф. Г. Самариным. В 1926 году монумент был утрачен. В 1949 году на том же месте был открыт новый памятник в виде гранитной глыбы с мемориальной доской.
В 1959 году в честь 40-летия освобождения Урала от колчаковцев на площади был открыт обелиск авторства архитекторов Ю. Ф. Потапова и Б. А. Измоденова с надписью: «Вечная слава борцам революции, героям гражданской войны на Урале, отдавшим свою жизнь за светлое будущее человечества — коммунизм». Перед обелиском был зажжён Вечный огонь и установлена мемориальная плита с надписью: «Здесь похоронены деятели большевистских организаций Урала и участники гражданской войны: Вайнер Л. И., Дерябина С. И., Кузьмин А. А., Егоров А. И., Ермаков П. З., Жук И. А., Калинин К. С., Колмогоров М. А., Огородов А. А., Осколкова Э. Ф., Семышев П. И., Смановский А. К., Фалалеева М. К., Филатов М. К. и др. товарищи». Мемориал сместили таким образом, чтобы он находился на уровне проспекта Ленина.
В 1967 году за обелиском было установлено временное декоративное панно длиной 35 метров и высотой более 6 метров авторства В. З. Беляева и Л. Ф. Венкербенца при участии В. Чурсина.
6 ноября 1977 года на площади был организован комсомольско-пионерский «Пост № 1», где несли получасовые вахты самые достойные старшеклассники из свердловских школ.
В 2005 году была проведена реконструкция мемориального комплекса.

## Галерея

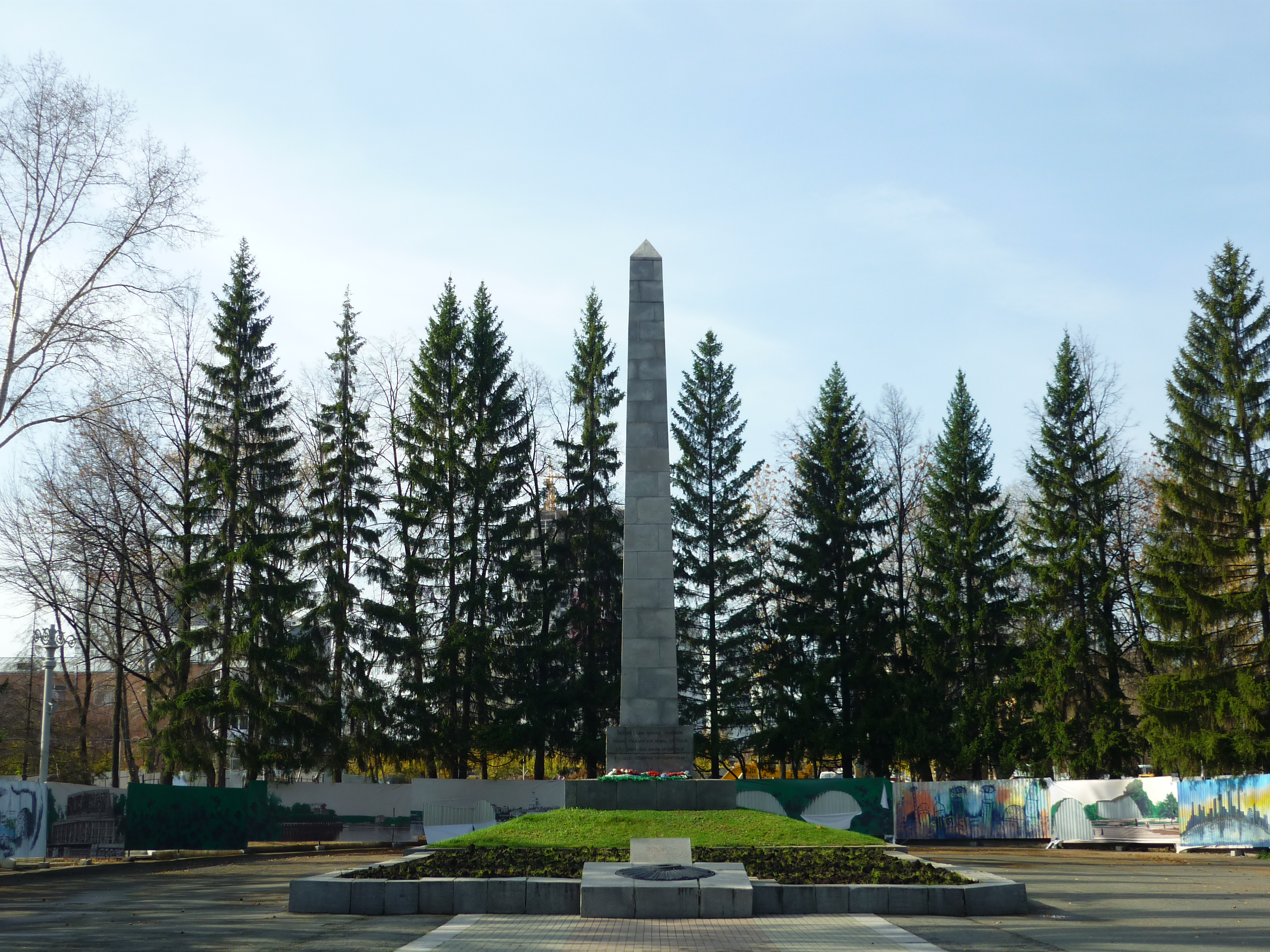
Обелиск в 2015 году
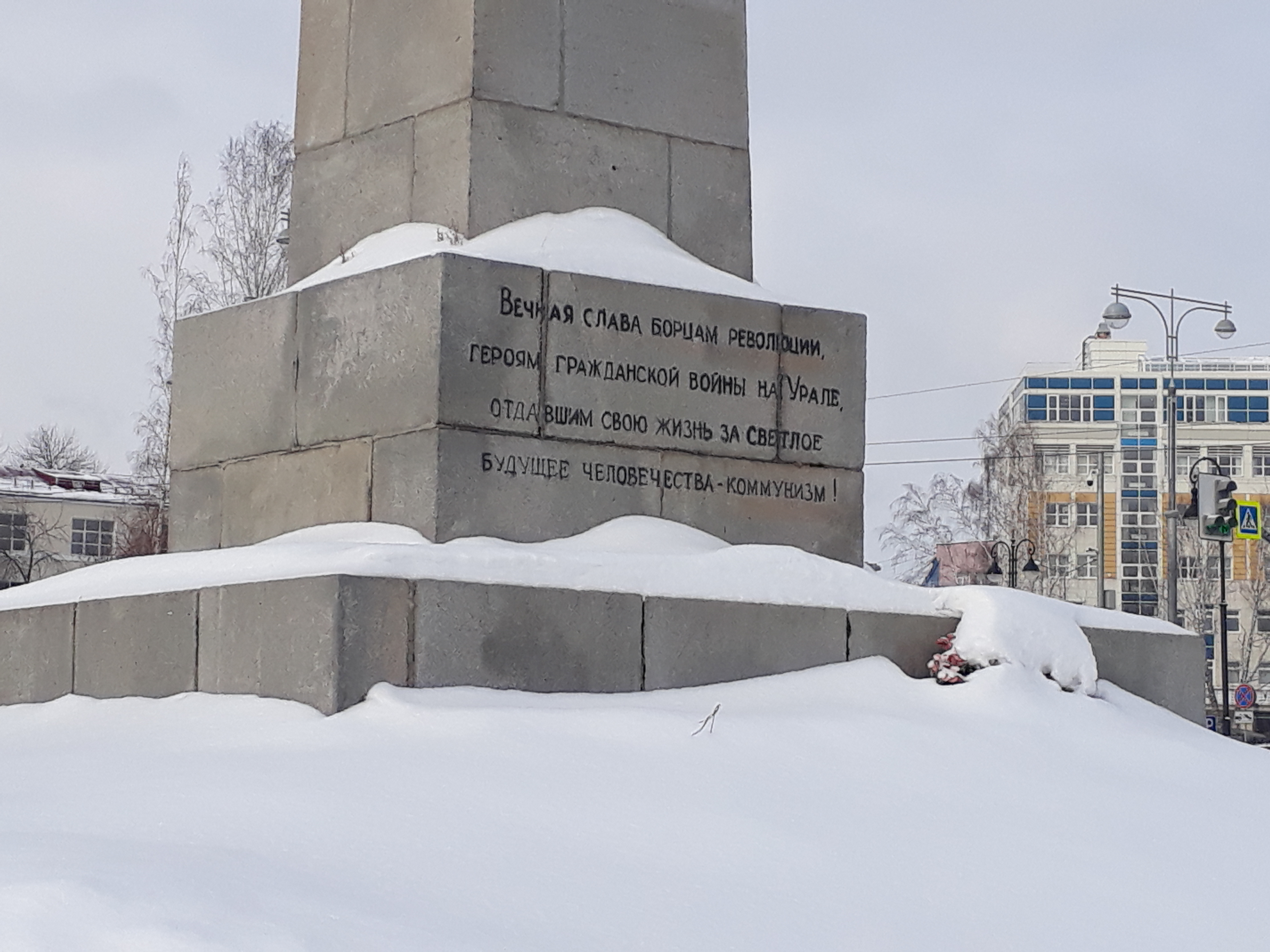
Надпись на обелиске
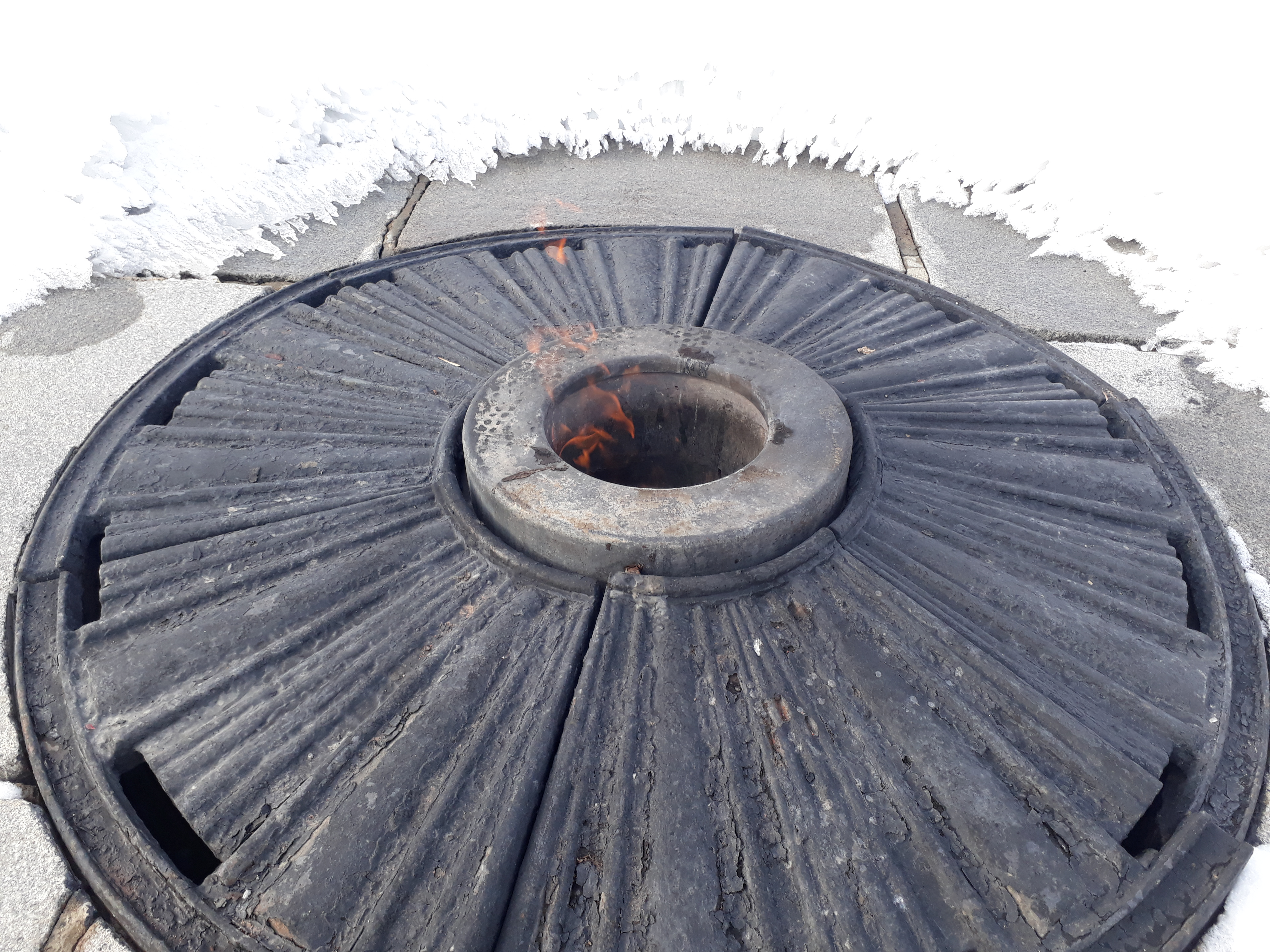
Вечный огонь
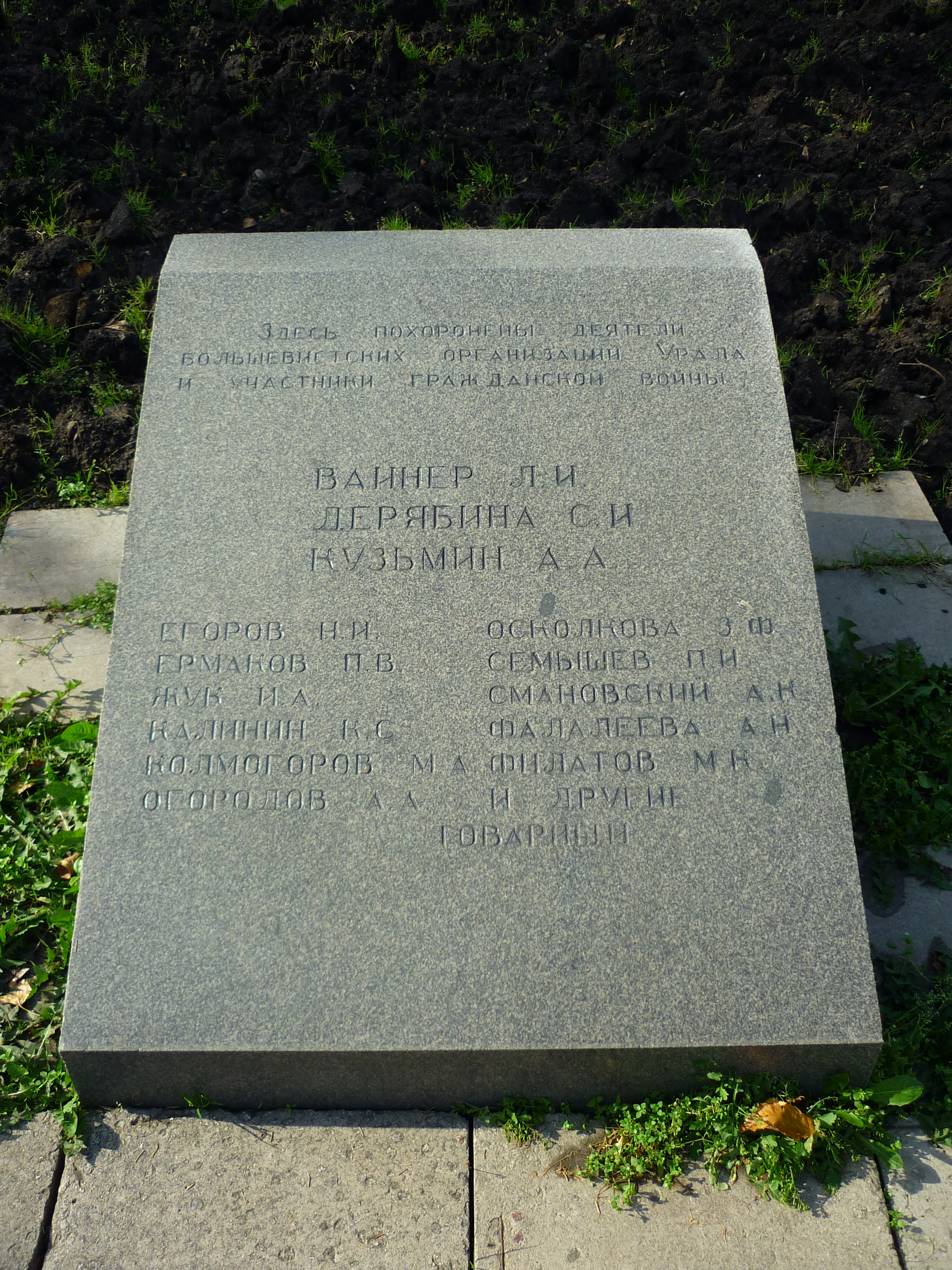
Мемориальная плита
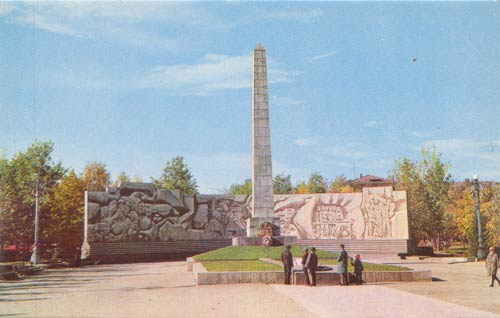
Обелиск с временным панно позади в 1960-х годах